# 第一代麥克爾斯菲爾德伯爵托馬斯·派克
托馬斯·派克，第一代麥克爾斯菲爾德伯爵，FRS（Thomas Parker, 1st Earl of Macclesfield，1667年7月23日—1732年4月28日），英格蘭法官及輝格黨政治家，1718年至1725年任大法官，後來因貪污醜聞而辭職，事後更被上院彈劾。

## 生平

### 早年生涯
派克在1667年7月23日生於英格蘭斯塔福郡的利克（Leek），是家中獨子，父親名叫托馬斯·派克，在當地任職律師。派克早年入讀位於什羅浦郡紐波特的亞當斯文法學校，後來轉校，於德比郡的文法學校繼續學業。畢業後，派克升讀劍橋大學三一學院，1684年在內院取得律師資格，1685年從劍橋大學肄業，但沒有取得學位。
派克在1691年考取得執業大律師資格，並主要在密德蘭地區執業。他曾在1704年皇室訴杜錢一案中代表激進輝格黨成員約翰·杜錢（John Tutchin）辯護，頗獲名聲。

### 公職生涯
在1705年，派克在選舉中代表輝格黨出選下議院德比選區，並成功當選為下院議員。同年他獲英廷策封爵士；又獲委任為內院監督及女皇近衛（Queen's Serjeant）。在下院期間，派克曾任德比的刑事法院法官；由於他的大律師背景，派克在1709年被委到一個委員會，專門負責撰寫彈劾薩謝弗雷爾博士（Dr Sacheverell）的檢控文書，後來他又在1710年對薩謝弗雷爾博士及高教派教士作出猛烈批評。另外，派克也是著名學者貝爾納·曼德維爾（Bernard Mandeville）的朋友，曼德維爾後來在1720年代因撰寫諷刺性文章而引起廣泛爭議。
派克在1710年接受委任為皇座法庭首席大法官及樞密院顧問官，並從下院引退。到1711年，他復獲邀出任大法官，但他婉拒了有關的邀請。在1712年，派克進而成為皇家學會會員。
在1714年8月1日，安妮女王駕崩，由於安妮女王無後，其繼位人漢諾威選帝侯又需要長途跋涉才能夠到達英國登基，派克於是獲委為攝政官，代行君主職務至新君在同年9月18日抵英為止。

### 大法官

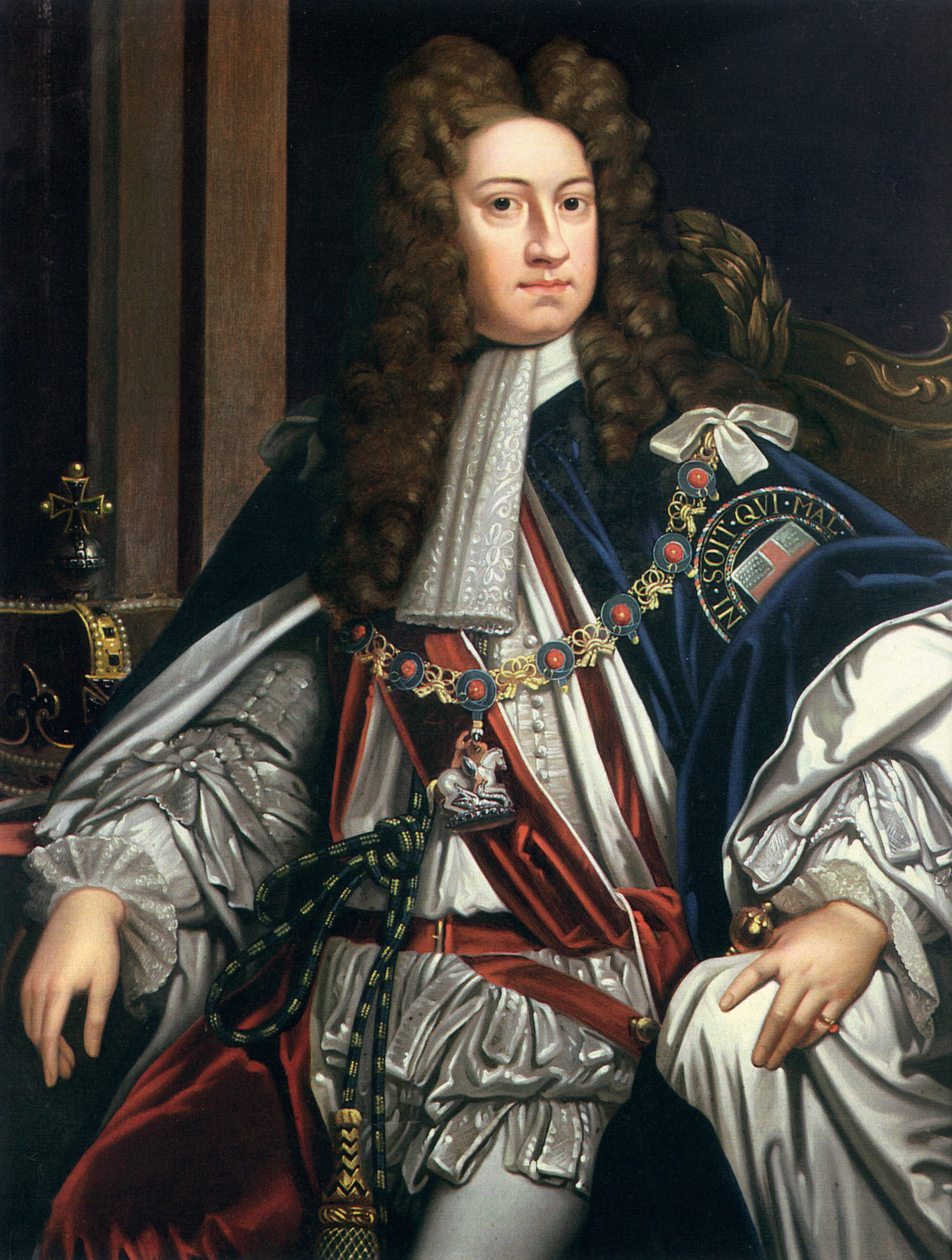
麥克爾斯菲爾德伯爵曾深得漢諾威王朝首任君主喬治一世寵信。

漢諾威選帝侯在1714年10月20日正式登基，是位喬治一世，並標誌著漢諾威王朝的開始。而在新王朝奠基不久以後，派克亦得到了喬治一世的寵信；他除了在1714年成功過渡，繼續擔任樞密院顧問官以外，又擔任了大量公職，至1716年更獲封為世襲男爵，成為派克勳爵（Lord Parker）。後來喬治一世還特別恩准派克勳爵，可終身領俸。
到1718年，派克勳爵第二度獲邀出任大法官，這次他接受了任命。在任期間，基於喬治一世不懂英語，上院每年一度的英皇致辭結果要由他代為宣讀。及至1721年，派克勳爵獲晉爵為世襲伯爵，成為麥克爾斯菲爾德伯爵（Earl of Macclesfield）。在1724年，坊間開始流傳他牽涉到嚴重的貪污歛財，最初這些傳聞未有威脅到他的仕途。不過後來卻愈鬧愈大，使他不得不於1725年自行辭去大法官之職。
麥克爾斯菲爾德伯爵辭職以後，上議院隨即向他展開審訊，並指控他在任大法官期間，非法收受賄款達100,000英鎊（相當於今日1,100萬英鎊）。儘管他在審訊期間否認控罪，又作出不少有力辯護，但最終仍然被上院一致裁定貪污罪成。他除遭上院彈劾，以及被逐出樞密院外，又被罰款30,000英鎊，而在還清罰款以前，更要被還押於倫敦塔接受看管。
由於麥克爾斯菲爾德伯爵的賄款已被充公，因此他完全無力還清鉅額罰款，結果他在倫敦塔僅僅被囚禁六個星期，就獲得無條件釋放。

### 晚年
歷經貪污醜聞後，麥克爾斯菲爾德伯爵完全退出公眾場合，並過隱居生活。除了偶爾前往倫敦，他大部份時間都留在位於牛津附近的家族宅第錫伯恩堡（Shirburn Castle）。晚年的麥克爾斯菲爾德伯爵專注自己的文藝創作，他在1732年4月28日卒故於其子位於倫敦蘇豪廣場（Soho Square）的家中，終年64歲。他死後，遺體安葬於錫伯恩堡旁的墓園。麥克爾斯菲爾德伯爵生前曾在其出生地利克捐建文法學校一所。

## 家庭
麥克爾斯菲爾德伯爵在1691年4月23日娶珍尼特·卡里爾（Janet Carrier，1676年？－1733年8月23日）為妻。珍尼特為查爾斯·卡里爾（Charles Carrier）之女；珍尼特另有一姊妹名伊莎貝拉·卡里爾（Isabella Carrier）。伊莎貝拉是18世紀海軍將領安森勳爵之母。麥克爾斯菲爾德伯爵與其妻育有的子女為：
- 喬治·派克，第二代麥克爾斯菲爾德伯爵 （約1697年－1764年3月17日）
- 伊莉莎伯·派克閣下 （1704年－1751年5月10日）

## 榮譽

### 頭銜
- 托馬斯·派克，Esq （1667年7月23日－1705年5月12日）
- 托馬斯·派克，MP （1705年5月12日－1705年）
- 托馬斯·派克爵士，MP （1705年－1710年3月27日）
- 托馬斯·派克爵士 （1710年3月27日－1710年3月30日）
- 托馬斯·派克爵士閣下 （1710年3月30日－1712年3月20日）
- 托馬斯·派克爵士閣下，FRS （1712年3月20日－1716年3月10日）
- 派克勳爵閣下，PC，FRS （1716年3月10日－1721年11月15日）
- 麥克爾斯菲爾德伯爵閣下，PC，FRS （1721年11月15日－1725年5月31日）
- 麥克爾斯菲爾德伯爵閣下，FRS （1725年5月31日－1732年4月28日）

### 殊勳
- Kt. （1705年）
- P.C. （1710年3月30日，1725年5月31日遭除名）
- F.R.S. （1712年3月20日 （页面存档备份，存于））
- 世襲男爵 （1716年3月10日）
- 世襲伯爵 （1721年11月15日）

## 外部連結
- 1911年大英百科條目

| 司法职务                 | 司法职务                         | 司法职务                 |
| ------------------------ | -------------------------------- | ------------------------ |
| 前任者： 約翰·霍爾特爵士 | 皇座法庭首席大法官 1710年–1718年 | 繼任者： 約翰·普拉特爵士 |
| 官衔                     |                                  |                          |
| 前任者： 科伯勳爵        | 大法官 1718年–1725年             | 繼任者： 委員會狀態      |
| 前任者： 北安普敦伯爵    | 華威郡主事官 1719年–1728年       | 繼任者： 孟塔古公爵      |

| 前任者： 新創設 | 派克男爵 1716年–1732年           | 繼任者： 喬治·派克 |
| 前任者： 新創設 | 麥克爾斯菲爾德伯爵 1718年–1732年 | 繼任者： 喬治·派克 |